# Klarna
Klarna Bank AB, comunemente indicata come Klarna, è una società fintech svedese che fornisce servizi finanziari online, nota in special modo per i pagamenti rateizzati post acquisti.

## Storia
L'azienda ha più di 5.000 dipendenti, la maggior parte dei quali lavora presso le sedi di Stoccolma e Berlino. Nel 2021, la società ha gestito vendite online per circa 80 miliardi di dollari e nel 2011, circa il 40% di tutte le vendite di e-commerce in Svezia, sono state effettuate attraverso la piattaforma Klarna.
Klarna fornisce servizi per elaborare i pagamenti, solitamente, per il settore dell'e-commerce, gestendo eventuali reclami dei negozi ed eventuali pagamenti dei clienti. È diventato noto come fornitore di servizi "Acquista ora, paga dopo" (in sigla BNPL), offrendo ai clienti credito sui loro acquisti come parte del processo di pagamento.
Nel 2021 ha acquistato l'applicazione per la gestione di carte fedeltà Stocard.

## Tecnologia
Parti del codice di programmazione di Klarna sono scritte in Erlang, un linguaggio di programmazione progettato da Ericsson per applicazioni parallele e scalabili. Node.js è anche ampiamente utilizzato in Klarna con Apache Kafka, utilizzato a sua volta per comunicare tra i servizi.
Kafka è una parte fondamentale di Klarna, con centinaia di servizi che lo utilizzano per comunicare tra loro.